# 1287 Lorcia
1287 Lorcia eller 1933 QL är en asteroid i huvudbältet som upptäcktes den 25 augusti 1933 av den belgiske astronomen Sylvain Arend i Uccle. Den har fått sitt namn efter frun till den polske astronomen Tadeusz Banachiewicz.
Asteroiden har en diameter på ungefär 21 kilometer och den tillhör asteroidgruppen Eos.